# 利波維斯基托克

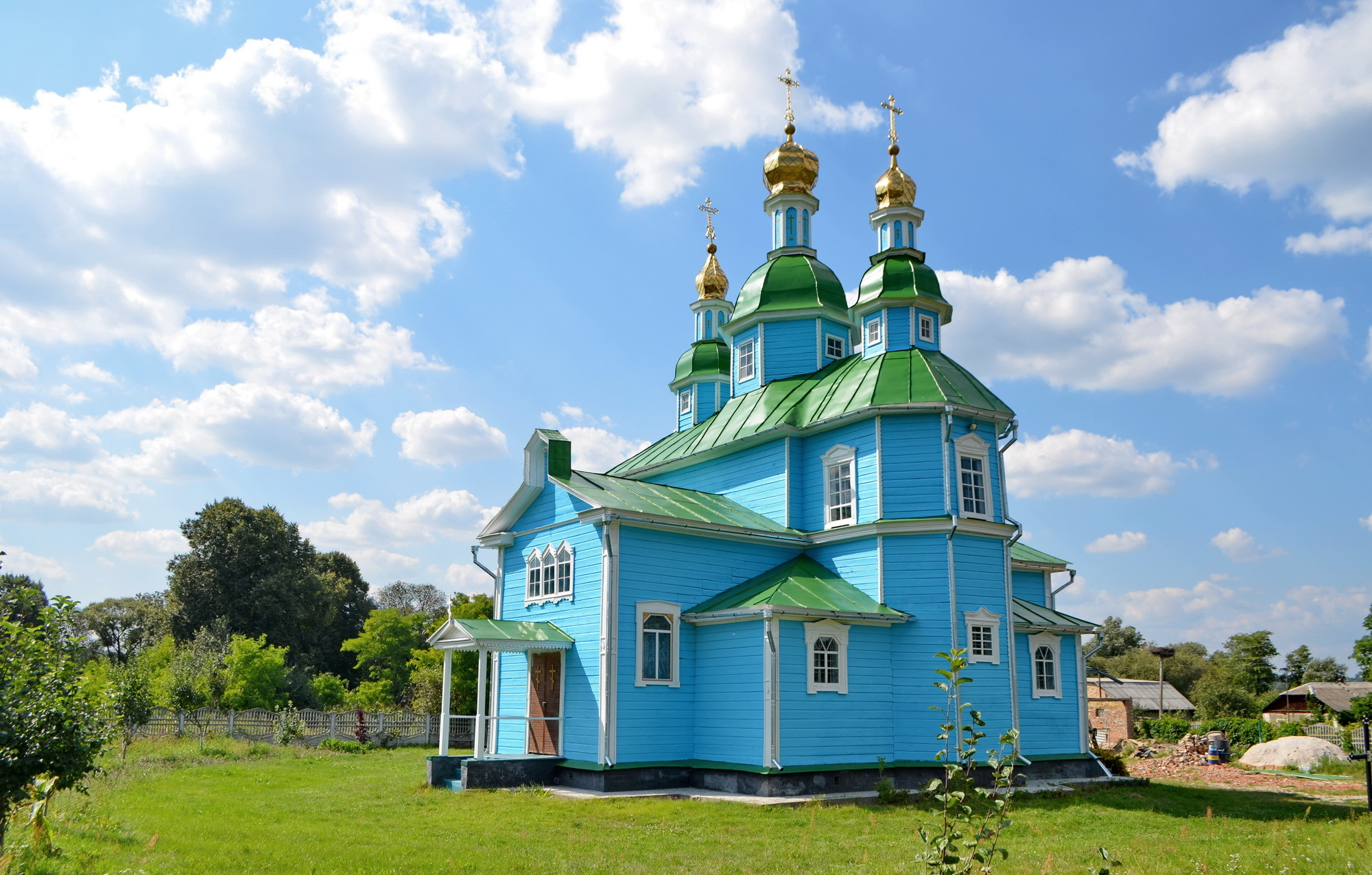
教堂

50°16′35″N 30°12′16″E / 50.27639°N 30.20444°E
利波維斯基托克（羅馬化：Lypovyi Skyrim）是位於烏克蘭北部的村莊，由基辅州法斯蒂夫區的卡利尼夫卡市鎮負責管轄。該村始建於1300年，面積1.52平方公里，海拔高度156米，2001年人口266，人口密度每平方公里175.5人。